# In the Wee Small Hours
In the Wee Small Hours é um álbum de Frank Sinatra com arranjos de Nelson Riddle. Lançado em 1955, quando o artista tinha 39 anos, atingiu o domínio do álbum conceitual, executando em sua totalidade as idéias que haviam sido apresentadas em The Voice of Frank Sinatra, de 1946. O álbum continua como o mais celebrado e mais trabalhado álbum conceitual gravado por Frank durante a década de 1950. Este álbum está na lista dos 200 álbuns definitivos no Rock and Roll Hall of Fame.

## História
Este álbum foi o primeiro de Frank Sinatra a ser lançado como um LP de 12" completo e, mais importante, trouxe um conjunto de canções gravadas especificamente para o álbum, o que nem sempre aconteceu em suas outras gravações em LP de 10". Os álbuns da época geralmente eram compilações aleatórias de um intérprete, e não uma lista deliberadamente escolhida e ordenada. In the Wee Small Hours continha apenas baladas, organizadas em torno de um tema central de isolamento nas horas da madrugada e a dor de um amor perdido (supostamente inspirado pela separação de Frank e Ava Gardner).
Sinatra passava por um difícil momento em sua carreira. Nem mesmo em bares ou boates estava conseguindo ficar em cartaz por longos períodos. As gravadoras o haviam descartado. O salvador de sua carreira foi um sujeito chamado Alan Livingston, que era um dos principais executivos da gravadora Capitol Records. Livingston, que era um grande fã de Sinatra, foi contra tudo e todos e fechou um contrato de sete anos com Sinatra, no dia 14 de março de 1953.
In the Wee Small Hours, é o terceiro álbum em que Sinatra faz parceria com o arranjador Nelson Riddle. A sequência é iniciada com a entristecida faixa de abertura, que foi especialmente escrita para tal, e segue com uma seleção de músicas arranjadas em um andamento lento e nostálgico, seja para um pequeno conjunto musical ou para orquestra de cordas (por vezes pontuada com arranjos de madeiras ou celesta).
A capa do álbum, depois considerada um clássico, reforça diretamente o tema central, com um Sinatra pensativo e parado na saída de uma rua deserta, já tarde da noite.

## Faixas
| Lado A |                                         |         |  |
| N.º    | Título                                  | Duração |  |
| 1.     | "In the Wee Small Hours of the Morning" | 3:00    |  |
| 2.     | "Mood Indigo"                           | 3:30    |  |
| 3.     | "Glad to Be Unhappy"                    | 2:35    |  |
| 4.     | "I Get Along Without You Very Well"     | 3:42    |  |
| 5.     | "Deep in a Dream"                       | 2:49    |  |
| 6.     | "I See Your Face Before Me"             | 3:24    |  |
| 7.     | "Can't We Be Friends?"                  | 2:48    |  |
| 8.     | "When Your Lover Has Gone"              | 3:10    |  |

| Lado B |                                   |         |  |
| N.º    | Título                            | Duração |  |
| 1.     | "What Is This Thing Called Love?" | 2:35    |  |
| 2.     | "Last Night When We Were Young"   | 3:17    |  |
| 3.     | "I'll Be Around"                  | 2:59    |  |
| 4.     | "Ill Wind"                        | 3:46    |  |
| 5.     | "It Never Entered My Mind"        | 2:42    |  |
| 6.     | "Dancing on the Ceiling"          | 2:57    |  |
| 7.     | "I'll Never Be the Same"          | 3:05    |  |
| 8.     | "This Love of Mine"               | 3:33    |  |